# Ercsi
Ercsi là một thành phố thuộc hạt Fejér, Hungary. Thành phố này có diện tích 65,31 km², dân số năm 2010 là 8282 người, mật độ 127 người/km².